# Dosyteusz (Motika)
Dosyteusz, imię świeckie Despo Motika (ur. 14 października 1949 w Zagoni) – serbski biskup prawosławny.

## Życiorys
Ukończył seminarium duchowne w Sremskich Karlovcach i wydział teologiczny Uniwersytetu Belgradzkiego. Następnie w ramach studiów podyplomowych (specjalizacja: teologia pastoralna) kontynuował naukę na uniwersytetach w Ratyzbonie i Bernie. W 1970 złożył wieczyste śluby zakonne w monasterze św. Mikołaja w Ozrenie. W tym samym roku biskup zwornicki i tuzlański Longin (Tomić) wyświęcił go kolejno na hierodiakona i hieromnicha.
Po przyjęciu święceń kapłańskich został skierowany do Argentyny, gdzie miał organizować parafie dla emigrantów serbskich. Doprowadził do wzniesienia cerkwi Narodzenia Matki Bożej w Buenos Aires. W 1989 otrzymał nominację na biskupa marčanskiego, wikariusza patriarchy Serbii. Uroczysta chirotonia miała miejsce 22 maja 1990. W tym samym roku w grudniu Sobór Biskupów Serbskiego Kościoła Prawosławnego zdecydował o erygowaniu eparchii brytyjsko-skandynawskiej, na zwierzchnika której wyznaczył biskupa Dosyteusza.
Duchowny włada językami niemieckim i hiszpańskim.